# Czajka Petropawliwśka Borszczahiwka
Czajka Petropawliwśka Borszczahiwka (ukr. СК «Чайка» Петропавлівська Борщагівка) – ukraiński klub piłkarski z siedzibą we wsi Petropawliwśka Borszczahiwka rejonu kijowsko-swiatoszyńskiego, w obwodzie kijowskim.

## Historia
Chronologia nazw:
- 1976: Czajka Petropawliwśka Borszczahiwka (ukr. СК «Чайка» Петропавлівська Борщагівка)

Klub sportowy Czajka został założony w miejscowości Petropawliwśka Borszczahiwka w 1976 roku. W tym roku zespół zaczął występować w mistrzostwach rejonu kijowsko-swiatoszyńskiego, reprezentując Zakład Doświadczalno-Eksperymentalny Komitetu Centralnego DOSAAF w sąsiedniej wsi Czajki. Stąd nazwa zespołu Czajka (pol. mewa). Przez trzydzieści lat drużyna grała w mistrzostwach rejonu z różnym powodzeniem. Znaczące zmiany w drużynie miały miejsce przed rokiem 2010, kiedy prezesem klubu został Ołeksandr Nigruca. W 2011 drużyna rozpoczęła występy w rozgrywkach mistrzostw i Pucharu obwodu kijowskiego. W 2011 i 2012 klub zdobył wicemistrzostwo, a w 2013 Puchar i wicemistrzostwo obwodu kijowskiego.
W 2013 debiutował w rozgrywkach Pucharu Ukrainy spośród zespołów amatorskich. W sezonie 2014/15 startowała w Pucharze Ukrainy.
W czerwcu 2018 roku zgłosił się do rozgrywek Druhiej Lihi i otrzymał status profesjonalny.

## Sukcesy
- zdobywca Pucharu Ukrainy spośród zespołów amatorskich: 2013
- wicemistrz obwodu kijowskiego: 2011, 2012, 2013
- zdobywca Pucharu obwodu kijowskiego: 2013

## Znani piłkarze
- Iwan Kozoriz
- Jewhen Pałamarczuk
- Serhij Zełdi